# Río Luvua
El río Luvua (o río Lowa) es un río del interior del África central perteneciente a la cuenca superior del Congo, que discurre por las provincias de Alto Katanga y de Tanganyika de la República Democrática del Congo (RDC). Es el emisario del lago Mweru y fluye desde el extremo norte del mismo, en la frontera entre Zambia y el Congo, en dirección noroeste durante 350 km hasta su confluencia con el río Lualaba frente a la pequeña ciudad de Ankoro. El Lualaba se convierte en el río Congo por debajo de las cataratas Boyoma.
El Luvua drena una cuenca de 265 000 km², similar a países como Nueva Zelanda (73.º) o Gabón (74.º).

## Curso
El lago Mweru, localizado a una altitud de unos 1000 m, es un lago de llanura aluvial que se formó por un proceso de erosión donde el viento se llevó los aluviones.
El río Luvua sale del extremo norte del lago en Pweto, en la República Democrática del Congo. El río fluye unos 350 km en dirección noroeste hasta Ankoro, donde se encuentra con el río Lualaba. El curso medio del río está obstruido por una serie de rápidos, torrentes y cataratas a medida que desciende desde la meseta hacia la cuenca del Congo. En Piana Mwanga las cataratas se utilizan para generar electricidad para las minas de Manono y Kitotolo.
El río se puede navegar en botes de poco calado durante unos 160 km de su curso inferior, aguas abajo de Kiambi.
El Luvua tiene su caudal máximo entre marzo y mayo, con una descarga significativamente menor entre septiembre y noviembre.

## Cuenca
La cuenca del río Congo tiene la forma de un platillo enorme y poco profundo. El Luvua atraviesa el borde sureste de ese platillo, aportando agua de la cuenca de Mweru-Bangweulu.
El Luvua drena un área de más de 265 000 km², gran parte de la cual fue en algún momento parte de la cuenca del río Zambezi. Hay importantes evidencias faunísticas de que la cuenca del Luvua alguna vez fue parte del sistema del Zambezi, con varias especies de peces que son comunes en el sistema Zambezi y que también se encuentran en Luvua. La fauna del Congo ha penetrado por el Luvua hasta el lago Mweru, pero las cataratas Mambatuta han bloqueado su entrada al lago Bangweulu. La transición se produjo a principios del Terciario.

## Teoría de la cabecera del Congo
Algunos geógrafos consideran que el Luvua es un tramo del río Congo. Sitúan el origen del Congo en las tierras altas localizadas hoy entre Tanzania y Zambia, donde se origina el río Chambeshi, que fluye hacia el suroeste hasta el lago Bangweulu. De ese lago emerge el río Luapula y fluye hacia el norte a lo largo de 500 km hasta el lago Mweru. El río Luvua sale del lago Mweru y fluye hacia el noroeste para unirse al río Lualaba, que se convierte en el río Congo río abajo. Algunos sostienen que el Congo debería comenzar donde se encuentran el Lualaba y el Luvua.
El argumento para tratar el Lualaba como cabecera principal, aunque sea mucho más corto, es que tiene el doble de volumen de agua en el punto donde se encuentra con el Luvua.

## Historia
El valle superior de Luvua era el hogar del pueblo bwile. En algún momento después de 1810, Kumwimbe Ngombe, gobernante del Reino de Luba, conquistó la región.
El misionero y explorador europeo David Livingstone «descubrió» el lago Mweru en 1867 y formuló la teoría de que el Luvua fluía hacia el Alto Nilo. Ya después de la muerte de Livingstone, Henry Morton Stanley en su expedición de 1874-1877 demostró que el río era de hecho un afluente del Congo.
A partir de 1891, un suajili llamado Shimba lanzó una serie de expediciones de saqueo de esclavos que despoblaron la mayor parte de la costa occidental del lago Mweru. Shimba unió fuerzas con otro suajili llamado Kafindo que tenía su base en la parte superior del Luvua y atacó al gobernante local Yeke. Estos ataques continuaron hasta que llegó el belga Braseur y comenzó a «pacificar» la región, que las potencias europeas habían acordado que pertenecía a Bélgica.
En 2000, durante la segunda guerra del Congo, las fuerzas gubernamentales sufrieron una gran derrota frente a las fuerzas ruandesas en Pweto, en el nacimiento del río. Las fuerzas de la RDC cruzaron el río con la mayoría de sus vehículos blindados. Había un único transbordador y no tuvieron tiempo suficiente para evacuar los vehículos antes de que llegaran los ruandeses. Los soldados cargaron torpemente un tanque T-62 y el transbordador se volcó y se hundió. Los ruandeses encontraron 33 tanques, así como otros vehículos, que las tropas de la RDC habían intentado quemar.